# 埃塞尔布莱
埃塞尔布莱（法語：Esserts-Blay，法語發音：[esɛʁ blɛ]）是法国萨瓦省的一个市镇，属于阿尔贝维尔区。

## 地理
埃塞尔布莱（45°36'47"N, 6°26'9"E）面积15.51 平方千米，位于法国奥弗涅-罗讷-阿尔卑斯大区萨瓦省，该省份为法国东部省份，历史上为薩伏依的一部分，北起上萨瓦省，西接伊泽尔省和安省，南部和东部与上阿尔卑斯省和意大利接壤。
与埃塞尔布莱接壤的市镇（或旧市镇、城区）包括：阿尔贝维尔、拉巴蒂、格里尼翁、伊泽尔河畔圣保罗、图尔昂萨瓦。
埃塞尔布莱的时区为UTC+01:00、UTC+02:00（夏令时）。

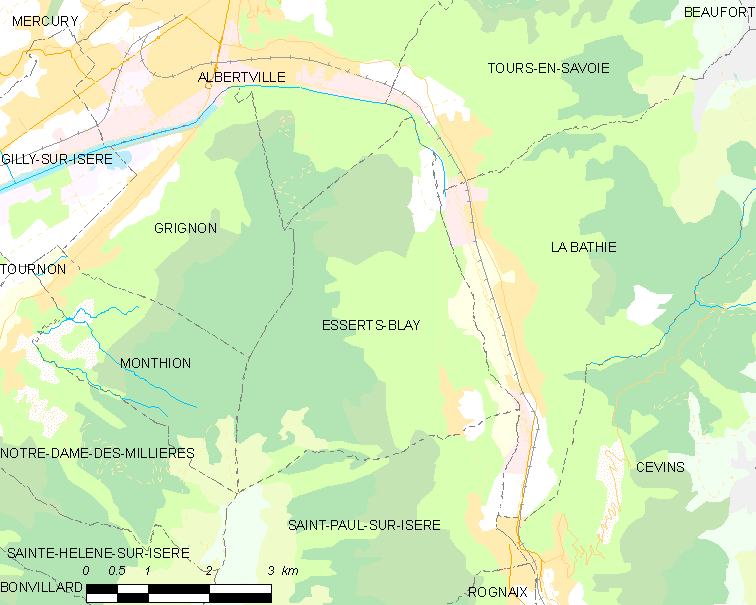
埃塞尔布莱的OSM定位图

## 行政
埃塞尔布莱的邮政编码为73540，INSEE市镇编码为73110。

## 政治
埃塞尔布莱所属的省级选区为阿尔贝维尔第一县。

## 人口

1962-2008年间埃塞尔布莱人口变化图示

埃塞尔布莱于2022年1月1日时的人口数量为758人。